# Hersfeld-Preis
Le Hersfeld-Preis (prix Hersfeld) est un prix artistique attribué à un acteur. Il est décerné chaque année depuis 1962 dans le cadre du festival de Bad Hersfeld (Bad Hersfelder Festspiele)  par la « Société des amis des ruines de l'abbaye » (Gesellschaft der Freunde der Stiftsruine) et la ville de Bad Hersfeld. 
Le prix est décerné à des acteurs de la saison des festivals en cours, sélectionnés par un jury de cinq membres, notamment des critiques. 

## Gagnants
Le Großer Hersfeld-Preis est décerné depuis 1962, le Hersfeld-Preis depuis 1969.
| - 1962 : Hans Caninenberg - 1963 : Johannes Schauer - 1964 : Elisabeth Orth - 1965 : Antje Weisgerber - 1966 : Hilde Krahl et Hans Quest - 1967 : Hannsgeorg Laubenthal et Hans Gerd Kübel - 1968 : Rosemarie Wohlbauer, Klaus Wennemann, Dr. Giselher Schweitzer et Bernd Oberdorfer - 1969 : Hannelore Schroth et Michael Degen (en) - 1970 : Franz Kutschera - 1971 : Hans Gerd Kübel - 1972 : Volker Lechtenbrink - 1973 : Eva Kotthaus - 1974 : pas attribué - 1975 : Else Ludwig et Uwe Friedrichsen - 1976 : pas attribué - 1977 : Eva Kotthaus, Else Ludwig et Frank Hoffmann - 1978 : pas attribué - 1979 : Mario Adorf et Friedrich Schütter - 1980 : Will Quadflieg et Susanne Uhlen - 1981 : Thomas Stroux - 1982 : Gottfried John, Ernst Stankovski avec Jörg Schneider - 1983 : pas attribué - 1984 : Tilly Lauenstein - 1985 : Wolfgang Reichmann - 1986 : Eva Pflug - 1987 : Franz-Josef Steffens - 1988 : Susanne Tremper - 1989 : Michael Rastl - 1990 : Kurt Böwe - 1991 : Peter Ehrlich - 1992 : pas attribué - 1993 : Andreas Wimberger - 1994 : Guntbert Warns - 1995 : Peter Heinrich - 1996 : Julian Weigend - 1997 : Volker Lechtenbrink - 1998 : Cordula Gerburg, Bärbel Röhl, Sonja Mustoff - 1999 : Helen Schneider - 2000 : Tatja Seibt - 2001 : Miriam Japp et Norman Hacker - 2002 : Yngve Gasoy Romdal - 2003 : Georg Münzel et Karsten Kramer - 2004 : Nicole Heesters et Wolfgang Kraßnitzer - 2005 : Markus Völlenklee - 2006 : Rufus Beck - 2007 : Martin Reinke - 2008 : Anna Franziska Srna - 2009 : Claudia Graue and Robert Gallinowski - 2010 : Horst Sachtleben - 2011 : Helen Schneider - 2012 : Sören Wunderlich - 2013 : Stephan Schad | - 1969 : Albert Hoermann - 1970 : Fritz Nydegger - 1971 : Sonja Schwarz et Peter Janssens - 1972 : Renate Schroeter et Anaid Iplicjian - 1973 : Cornelia Froboess et Karl-Walter Diess - 1974 : Uwe Friedrichsen - 1975 : Edda Pastor et Walter Giller - 1976 : Loni von Friedl, Heinz Baumann et Horst Bergmann - 1977 : Rolf Beuckert et Benno Sterzenbach - 1978 : pas attribué - 1979 : Daniela Ziegler - 1980 : Wolfgang Gellert et Nikolaus Paryla - 1981 : Elfriede Kuzmany, Bernd Kaftan - 1982 : Petra Constanza et Dietlinde Turban - 1983 : pas attribué - 1984 : Jutta Speidel et E. O. Fuhrmann - 1985 : Monika Müller et Jürgen Morche - 1986 : Angelika Draak et Joachim Luger - 1987 : Peter Gross et Veronika Faber - 1988 : Anita Lochner et Marcus Fritsche - 1989 : Jutta Speidel et Karl-Heinz Martell - 1990 : Andreas Keller et Volker Lippmann - 1991 : Hanna Burgwitz et Andreas Wimberger - 1992 : Klaus Hemmerle et Doris Plenert - 1993 : Karin Boyd et Jiri Sova - 1994 : Günter Fischer et Michael Prelle - 1995 : Jens Wawrczeck - 1996 : Julia Richter - 1997 : Anja Karmanski - 1998 : Judith van der Werff - 1999 : Catherine Stoyan et Andreas Wimberger - 2000 : Rainer Hauer - 2001 : Julian Mehne - 2002 : Anna Montanaro et Peter Niemeyer - 2003 : pas attribué - 2004 : pas attribué - 2005 : Marie-Therese Futterknecht et Mario Ramos - 2006 : Anne Breitfeld et Claudius Körber - 2007 : Chor der Engel (Faust II) - 2008 : Maaike Schuurmans et Louise Nowitzki - 2009 : Simon Zigah - 2010 : Kristin Hölck - 2011 : Bastian Semm - 2012 : Lena Vogt et Anja Brünglinghaus - 2013 : Patrizia Margagliotta et Jonas Minthe |